# Ulrich Rhode
Ulrich Rhode SJ (* 12. April 1965 in Osnabrück) ist ein deutscher Ordenspriester und ordentlicher Professor für Kirchenrecht an der Päpstlichen Universität Gregoriana in Rom.

## Leben
Ulrich Rhode studierte von 1984 bis 1986 Philosophie an der Hochschule für Philosophie München. 1986 trat er der  Gesellschaft Jesu bei und war von 1986 bis 1988 Novize in Münster. Von 1990 bis 1993 studierte er Theologie an der Philosophisch-Theologischen Hochschule Sankt Georgen, von 1993 bis 1995 kanonisches Recht an der Päpstlichen Universität Gregoriana in Rom. 1994 empfing er die Priesterweihe in Frankfurt am Main. Von 1995 bis 1999 studierte er am Kanonistischen Institut der Ludwig-Maximilians-Universität München und wurde dort bei Winfried Aymans promoviert. Von 1995 bis 1998 war er Diözesanrichter am Erzbischöflichen Konsistorium und Metropolitangericht München. In den Jahren 1999 und 2000 schloss er seine Ordensausbildung in den Vereinigten Staaten ab.
Ab 2000 lehrte Rhode an der Philosophisch-Theologischen Hochschule Sankt Georgen und habilitierte sich 2003 in Kirchenrecht an der LMU in München. 2004 wurde er zum Professor für Kirchenrecht an der PTH Sankt Georgen ernannt; von 2006 bis 2010 war er Rektor der Hochschule. 2014 wurde er zum ordentlichen Professor an die Päpstliche Universität Gregoriana nach Rom berufen. Dort wurde er 2019 Dekan der Kanonistischen Fakultät.
Papst Franziskus ernannte Rhode am 17. Dezember 2016 zum Konsultor der Kongregation für das Katholische Bildungswesen, am 6. Oktober 2018 zum Konsultor des Dikasteriums für Laien, Familie und Leben und am 22. Januar 2021 zum Konsultor des Päpstlichen Rats für die Gesetzestexte sowie am 21. Juni 2021 zum Referendar der Apostolischen Signatur. Am 18. Februar 2023 wurde er zum Konsultor des Dikasteriums für die Kultur und die Bildung ernannt.